# Herculi
Herculi (en llatí Herculius, en grec antic Ἑρκούλιος) va ser prefecte del pretori d'Il·líria de l'any 408 al 412. Se suposa que és la persona a la que va escriure diverses cartes Joan Crisòstom qua era a l'exili, entre el 404 i el 407, on expressa gran simpatia per ell i diu que era conegut a tota la ciutat (de Constantinoble). Se'l menciona també al Codex Theodosianus.